# Dorotea Dánská (1504–1547)
Dorotea Dánská (1. srpna 1504, Gottorf – 11. dubna 1547, Königsberg) byla rodem dánská princezna a sňatkem pruská vévodkyně. Byla dcerou dánského krále Frederika I. a jeho manželky Anny Braniborské.

## Život
Roku 1523 po nástupu jejího otce na trůn jí byl jako vhodný manžel navrhován anglický uchazeč o trůn vévoda Richard de la Pole, avšak tento pokus o manželství nevyšel. Roku 1525 jí přišel návrh od nového vévody Pruska Albrechta Braniborsko-Ansbašského, syna markraběte Frederika I. Braniborsko-Ansbašského a jeho manželky Žofie Jagellonské. Jejich svatba se konala dne 12. února 1526. Dorotea měla se svým manželem dobrý vztah, což přispělo k dobrým a aktivním kontaktům mezi Dánskem a Pruskem. Tyto dobré vztahy přetrvaly i do doby vlády jejího bratra Kristiána III. Dánského. Roku 1537 byla v Kodani přítomna jeho korunovaci.
Z manželství Dorotey a Albrechta se narodilo šest dětí, avšak jen nejstarší dcera se dožila dospělosti, všechny mladší děti zemřely již v útlém věku. Nástupcem Albrechta se tak stal až syn z jeho druhého manželství, jež uzavřel po Doroteině smrti:
- Anna Sofie (11. června 1527 – 6. února 1591), ⚭ 1555 Jan Albrecht I. Meklenburský (23. prosince 1525 – 12. února 1576), vévoda meklenbursko-güstrowský a meklenbursko-zvěřínský
- Kateřina (*/† 24. února 1528)
- Frederik Albert (5. prosince 1529 – 1. ledna 1530)
- Lucie Dorotea (8. dubna 1531 – 1. února 1532)
- Lucie (3. února 1537 – květen 1539)
- Albrecht (*/† 1539)